# Dorcadion brunneicolle
Dorcadion brunneicolle là một loài bọ cánh cứng trong họ Cerambycidae.